# Marktplatz (Mannheim)
Marktplatz (rynek) – jeden z głównych placów centrum Mannheim w Niemczech, znajdujący się mniej więcej w geometrycznym środku starego miasta (Innerstadt), na północ od Paradeplatz, przylegający do Kurpfalzstrasse.

## Architektura
Przy placu znajduje się najstarszy zabytkowy budynek miasta. Jest to połączenie w jednej dwudzielnej bryle ratusza (niem. Altes Rathaus, obecnie miejsce ślubów) i kościoła św. Sebastiana. Taka aranżacja budowli symbolizować miała zgodę między pobożnością i sprawiedliwością, a także władzami: kościelną i świecką.
Na środku placu znajduje się fontanna targowa, która została odrestaurowana w 2010. Obiekt jest pozłacany i ma ogrodzenie z kutego żelaza. Figury zostały pierwotnie wykonane w 1719 przez Petera van den Brandena na zlecenie Karola Filipa dla ogrodu pałacowego w Heidelbergu. Uosabiały cztery żywioły: boga wody, postać kobiecą z chłopcem trzymającym róg obfitości, reprezentujący bogactwo ziemi oraz posłańca bogów - Merkurego, jako symbol powietrza, słońca i ognia. Elektor Karl Theodor kazał sprowadzić grupę do Schwetzingen w 1763 i ustawić ją w pobliżu tamtejszej oranżerii. W 1767 podarował go miastu, które na własny koszt przerobiło dzieło na alegorię o tematyce związanej ze swoją historią. Syn twórcy rzeźby, Johann Matthäus van den Branden, otrzymał w związku z tym zlecenie zobrazowania powstania Mannheim przez boginię miasta, objętą przez boga handlu, Merkurego, u zbiegu rzek Renu i Neckaru. Początkowo była to tylko rzeźba, a na fontannę przerobiono ją w XIX wieku.
We wtorki, czwartki i soboty na rynku odbywają się targi spożywcze.

## Transport
Przez plac przebiega linia tramwajowa (przystanek Marktplatz).

## Galeria

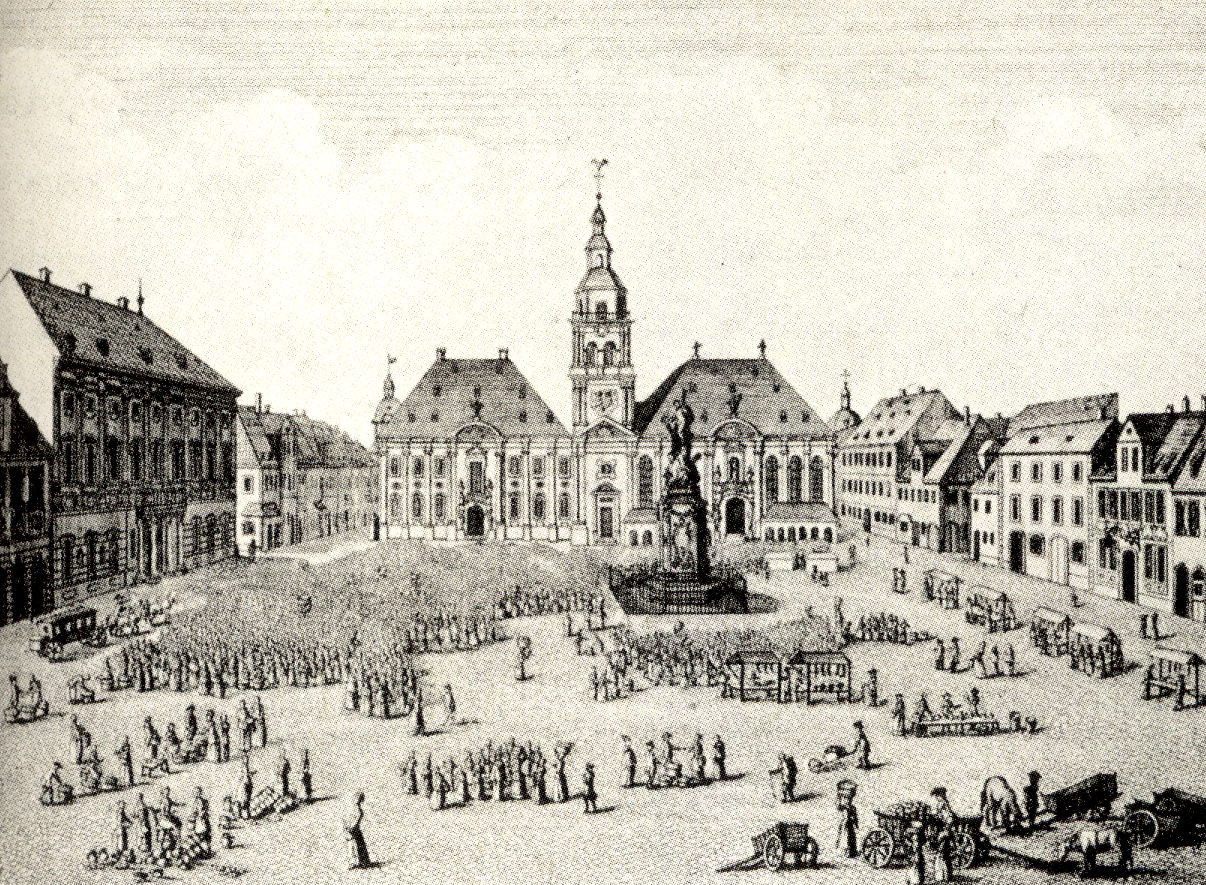
Rynek w 1872
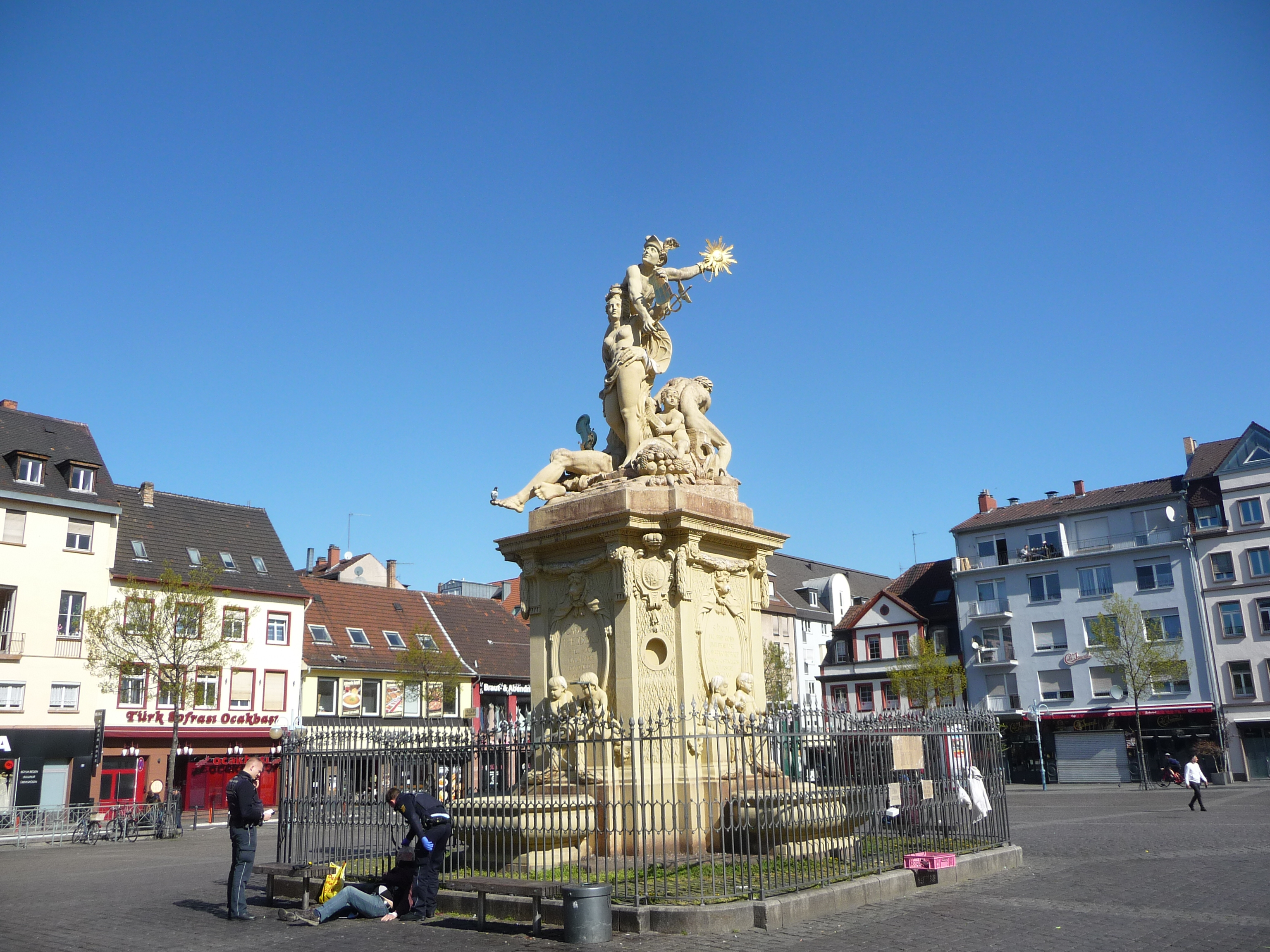
Marktplatzbrunnen (studzienka)